# Maria Kempken
Maria Kempken (* 23. August 1983 in Nürnberg) ist eine deutsche Theater- und Fernsehschauspielerin, Filmproduzentin und Autorin.

## Leben und Karriere
Maria Kempken wuchs in Nürnberg auf. Sie ist die Enkeltochter des Theaterschauspielers Helmut Kempken, der bis zu seinem Tod 1988 Schauspieler am Staatstheater Nürnberg war. Ihre Mutter ist die Schauspielerin und Entertainerin Julia Kempken. Nach dem Abitur zog sie mit 19 Jahren nach Berlin und studierte Schauspiel und Gesang an der Berliner Universität der Künste. 2007 ging sie für drei Monate nach New York City. Dort studierte sie Schauspiel am TVI Actor’s Studio und Tanz am Broadway Dance Center. 2014 war sie Gaststudentin am Lee Strasberg Institute in Los Angeles. Sie war deutsche Meisterin im irischen Stepptanz und deutsche Vizemeisterin im amerikanischen Stepptanz. Theaterengagements hatte sie in Deutschland u. a. am Nationaltheater Mannheim, Grenzlandtheater Aachen, Staatstheater Nürnberg, an der Komischen Oper Berlin, am Admiralspalast Berlin, an der Neuköllner Oper Berlin und am Stadttheater Bremerhaven. 2016 war sie als BRAUT in Lorcas „Bluthochzeit“ zu sehen, einer Crossover-Produktion aus Theater und Tanztheater, erstmals in Deutschland auf großer Open-Air-Bühne bei den Luisenburg Festspielen in Wunsiedel. 2017 spielte sie die Titelfigur in dem Erfolgsstück „Heidi“, welches extra für die Luisenburg-Festspiele geschrieben wurde, 2018 gehörte sie erneut zum Schauspielensemble der Luisenburg-Festspiele. Im Theater an der Elbe in Hamburg verkörperte sie 2016–2017 die Rollen Annette Ackermann und Christa Lubanski in dem Musical „Das Wunder von Bern“, produziert von Stage Entertainment basierend auf dem Film von Sönke Wortmann.
Seit 2012 ist Kempken zunehmend in Film und Fernsehen zu sehen. Ihr erster Kinofilm Atemlos, in dem sie die weibliche Hauptrolle spielte an der Seite von Claude-Oliver Rudolph, lief 2012 im Wettbewerb des Max-Ophüls-Preises. Ihren ersten Fernsehauftritt hatte sie 2012 in dem Historiendrama Die nervöse Großmacht an der Seite von Benjamin Kramme unter der Regie von Bernd Fischerauer. Von Januar bis September 2013 war sie täglich als Lena von Altenburg in der RTL-Seifenoper Alles was zählt zu sehen, ihre erste Serienrolle im deutschen Fernsehen. Sie übernahm die Rolle als Schwangerschaftsvertretung von Juliette Greco. Von 2014 bis 2015 mimte sie die Rolle der Leonie Weidenfeld in der RTL-Soap Unter uns. 2017 war sie in der Rolle der Bettina Holzschuh erstmals in einem Tatort, dem Franken-Tatort Am Ende geht man nackt, zu sehen.  2018 schrieb und produzierte sie ihre eigene Web-Comedy-Serie „einfach Maria“, in der sie die Titelfigur spielt. Ausgestrahlt wurde die erste Staffel am 14. Februar 2019, exklusiv auf Facebook. Mit der Serienidee gewann sie u. a. den RTL Startup Preis. 2019 war sie in der Theodor-Fontane-Verfilmung von Unterm Birnbaum unter der Regie von Uli Edel zu sehen.
Maria Kempken setzte sich 2019 für eine Spendenaktion von 3.000 Euro für die Organisation Viva con Agua ein. Kempken unterstützt den familieneigenen Kulturverein rote Bühne e.V. Sie lebt in Leipzig.

## Filmografie (Auswahl)
- 2010: Atemlos (Kino)
- 2010: 90 Minuten (Kino)
- 2011: 70° – Wenn das Blut kocht (Kino)
- 2012: Im Dutzend Billiger (Kurzfilm)
- 2012: Die nervöse Großmacht (Fernsehfilm)
- 2013: Alles was zählt (Fernsehserie, 158 Episoden)
- 2014–2015: Unter uns (Fernsehserie)
- 2015: Huck (Fernsehserie)
- 2017: Tatort: Am Ende geht man nackt (Fernsehreihe)
- 2018: Der Reichstag (Dokudrama)
- 2018/19: einfach Maria (Web-Comedy-Serie)
- 2019: Unterm Birnbaum
- 2021: Großstadtrevier (Fernsehserie)
- 2021: Notruf Hafenkante (Fernsehserie)